# Penjamillo de Degollado
Penjamillo de Degollado es una localidad al norte del estado de Michoacán, cabecera del municipio de Penjamillo.

## Historia
Fue fundado en tierras concedidas por el virrey de Velasco en 1560. Se establecieron varias haciendas que usaron la mano de obra indígena de la zona, estas haciendas formaron parte de uno de los principales centros productivos agrícolas del estado. Después de la Independencia de México contaba con una población de 3916 habitantes, cuyas principales actividades eran agricultura, arriería, curtido de pieles y transporte de mercancías.
Se constituyó el municipio por la Ley Territorial del 10 de diciembre de 1831.
En 1859 se nombró Villa Echeverría en honor al coronel Arcadio Echeverría, y en 1861, se le dio el nombre actual de Penjamillo de Degollado, en memoria del célebre liberal Don Santos Degollado.

## Geografía
Se localiza a 154 km de la capital del estado, al norte del municipio de Penjamillo. Está ubicado en las coordenadas 20° 6′ 14″ de latitud norte y 101° 56′ 4″ de longitud oeste, a una altitud de 1.695 metros sobre el nivel del mar. Limita al norte con el Estado de Guanajuato, al este con el municipio de Angamacutiro y Panindícuaro, al sur con Zacapú y Tlazazalca, y al oeste con Churintzio, Zináparo y Numarán. Su principal vía de comunicación es la autopista de Occidente, que la une al oeste con el estado de México y al norte con el estado de Guadalajara.

### Clima
Presenta un rango de temperatura de 16 – 22 °C, siendo la temperatura mínima anual de 10.6 °C y la máxima de 28.8 °C. Tiene una precipitación pluvial anual de 700 – 1000 mm.
Semicálido subhúmedo con lluvias en verano, de menor humedad (66.77%), templado subhúmedo con lluvias en verano, de humedad media (32.79%) y semicálido subhúmedo con lluvias en verano, de humedad media (0.44%).

### Hidrografía
- Región hidrológica: Lerma-Santiago (100 %)
- Cuenca: R. Lerma-Chapala (100 %)
- Subcuenca: R. Angulo-R. Briseñas (94.11 %), R. Angulo (4.83 %) y R. Duero (1.06 %)
- Cuerpos de agua: Intermitentes (0.52 %): Presa Santa Fe del Río, Presa La Luz y Presa Los Fresnos.[4]

### Uso de suelo y vegetación
- Uso de suelo: Agricultura (53.81 %) y Zona urbana (0.89 %)
- Vegetación: Selva (24.36 %), Pastizal (10.63 %), Matorral (6.22 %) y Bosque (2.78 %).[4]

## Demografía
De acuerdo al Censo de Población y Vivienda realizado en 2010 por el Instituto Nacional de Estadística y Geografía, tiene una población total de 3 353 personas, equivalente al 19.54% de la población del municipio, siendo 1570 hombres y 1783 mujeres. De la población de Penjamillo, 571 son menores de edad, 2280 son adultos y 502 son personas mayores de 60 años.

## Monumentos históricos
- Biblioteca Pública Municipal «Lic. Juan Madrigal García»
- Parroquia de San Juan Evangelista